# 23455 Fumi
23455 Fumi è un asteroide della fascia principale. Scoperto nel 1988, presenta un'orbita caratterizzata da un semiasse maggiore pari a 2,9918372 UA e da un'eccentricità di 0,0897069, inclinata di 10,36843° rispetto all'eclittica.